# Órgano de la Catedral de Notre Dame

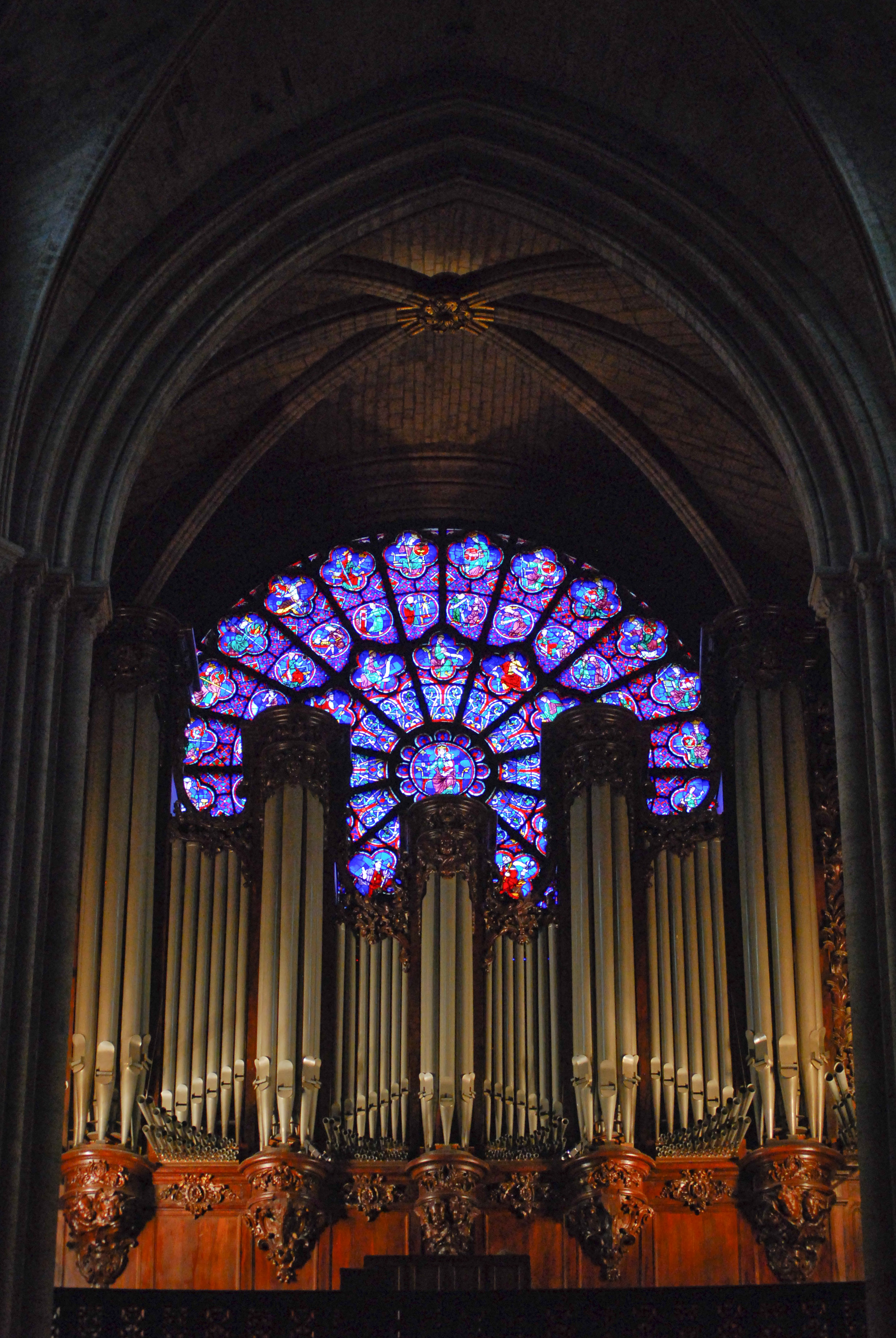
Órgano Cavaillé-Coll de la Catedral de Notre Dame de París.

El órgano de la Catedral de Notre Dame se trata de un instrumento emplazado en dicho templo, ubicado en París, Francia, fue fabricado por el organero francés Aristide Cavaillé-Coll en 1868 quien le dio su característica sinfónica propia de sus instrumentos, se construyó a partir de un instrumento anterior obra de François-Henri Clicquot construido en 1733, para ese momento tenía 85 registros. Una profunda reforma por Pierre Cochereau durante la década de 1960 cambió la consola de acción mecánica por una electroneumática, electrificando el órgano, con el cambio en los registros se perdió su característica sinfónica. Una posterior reforma durante principios de los años 1990 recuperó el característico sonido sinfónico de Cavaillé-Coll.
El órgano sobrevivió sin daños al incendio de la Catedral de Notre Dame en 2019, y en la actualidad, luego de una profunda limpieza, sigue funcionando.
Unos 33 registros se agregaron después de la Revolución francesa (1789-1799), y alrededor de 50 fueron agregados por Cavaillé-Coll. Reformas posteriores extendieron el instrumento a 116 registros.

## Historia

### Antecedentes
Hacia 1400, se decidió instalar un segundo órgano en una galería de piedra alta y estrecha sobre el pórtico occidental. Este nuevo órgano se terminó en 1403, y tuvo una importante restauración en 1473 que duró cincuenta años. Durante los siglos siguientes, el órgano sufrió varias reformas, cambiando sus características, llegando a tener unos 2000 tubos, cuatro teclados de 50 notas y un pedalero. En 1730 se le adjudicó un contrato al organero francés François Thierry para la construcción de un nuevo órgano, y éste es el origen prematuro del actual instrumento. El nuevo instrumento fue rediseñado por completo para incluir nuevos teclados, una división de pedales más grande y una nueva estructura de madera, además de renovar la fachada del órgano, se finalizó en 1733. La nueva y gran caja del órgano principal, de estilo Luis XV, se instaló a mayor altura, lo que ocultó parcialmente el rosetón oeste. Esta última versión es lo que se conoce como el Gran Órgano. Este instrumento fue renovado y ampliado entre 1783 y 1788 por François-Henri Clicquot.
Durante la Revolución francesa (1789-1799), muchos órganos fueron destruidos y sus tubos fueron fundidos para fabricar municiones. El Gran Órgano de la Catedral de Notre Dame sobrevivió, pero perdió algunos de sus elementos decorativos. Se dice que el organista de la época tocaba con frecuencia "La marsellesa" para apaciguar a los revolucionarios.

### Reformas de Cavaillé-Coll y Violet le Duc
El Gran Órgano sufrió una importante remodelación en el siglo XIX, liderada por el organero francés Aristide Cavaillé-Coll, junto con el arquitecto responsable de la renovación de la Catedral de Notre Dame, Viollet-le-Duc. Cavaillé-Coll modernizó y amplió significativamente el Gran Órgano. Las obras comenzaron en 1863 y finalizaron en diciembre de 1867. El órgano resultante contaba con 86 registros, cinco teclados de 56 notas y un pedalero de 30 notas.
Violet le Duc quitó la división Positif en 1864 cuya caja de madera aún se conserva en la Catedral.
Cavaillé-Coll introdujo una novedad al extender los armónicos utilizando una séptima y sus octavas.

### Reformas posteriores
Entre 1959 y 1968 el instrumento tuvo otra reforma profunda, fue electrificado, extendido y resonorizado por Jean Hermann y Robert Boisseau bajo la dirección de Pierre Cochereau, perdiendo su carácter sinfónico. A principios de los años 1990 se realizó una restauración a gran escala por Boisseau & Cattiaux, Emeriau, Giroud, devolviendo al órgano su carácter sinfónico del siglo XIX, manteniendo el clásico Grand Choeur de 32' tal como fue reconstruido en su momento.

### Incendio de 2019
En 2019 se produjo un incendio en la Catedral de Notre Dame producto de una falla eléctrica durante una serie de reformas que se estaban haciendo en el templo, gran parte del techo de madera se incendió. El Gran Órgano no sufrió daños por las llamas, aunque fue alcanzado por el agua que se usó para extinguir el fuego, la misma no lo perjudico, pero si lo hizo el polvo producto del incendio, sumado a la ola de calor que hubo en Francia en 2019, esto debilitó algunas partes del instrumento. Tras este incidente el órgano tuvo una refacción que incluyó una profunda limpieza, tiempo después volvió a funcionar.

## Disposición
| I. Grand-Orgue C–g3 | II. Positif C–g3 | III. Récit C–g3 | IV. Solo C–g3 | V. Grand-Chœur C–g3 | Grande Pédale C-f1 | Petite Pédale C-g1 |
| --- | --- | --- | --- | --- | --- | --- |
| Violon Basse 16' Bourdon 16' Montre 8' Viole de Gambe 8' Flûte harmonique 8' Bourdon 8' Prestant 4' Octave 4' Doublette 2' Fourniture 2-5 rgs Cymbale 2-5 rgs Bombarde 16' Trompette 8' Clairon 4' Chamades : Chamade 8' Chamade 4' Chamade REC 8' | Montre 16' Bourdon 16' Salicional 8' Flûte harmonique 8' Bourdon 8' Unda Maris (co) 8' Prestant 4' Flûte douce 4' Nazard 2 2/3' Doublette 2' Tierce 1 3/5' Plein jeu 3-6 rgs Fourniture 5 rgs Cymbale 4 rgs Clarinette 16' Clarinette 8' Clarinette 4' | Récit expressif : Quintatön 16' Diapasón 8' Flûte Traversière 8' Viole de Gambe 8' Bourdon Céleste 8' Voix Céleste (co) 8' Octave 4' Flûte Octaviante 4' Quinte 2 2/3' Octavin 2' Bombarde 16' Trompette 8' Basson Hautbois 8' Clarinette 8' Voix Humaine 8' Clairon 4' Récit classique (fo) : Cornet 5 rgs Hautbois 8' Chamades : Chamade 8' Chamade 4' Chamade Regale 8' Chamade GO 8' Chamade GO 4' | Bourdon 32' Principal 16' Montre 8' Flûte harmonique 8' Quinte 5 1/3' Prestant 4' Tierce 3 1/5' Nazard 2 2/3' Septième 2 2/7' Doublette 2' Fourniture 3 rgs Fourniture 5 rgs Cymbale 4 rgs Cornet 2-5 rgs Cromorne 8' Chamade GO 8' Chamade GO 4' | Principal 8' Bourdon 8' Prestant 4' Quinte 2 2/3' Doublette 2' Tierce 1 3/5' Larigot 1 1/3' Septième 1 1/7' Piccolo 1' Plein jeu 4-6 rgs Tuba Magna 16' Trompette 8' Clairon 4' | Principal 32' Contre-Basse 16' Soubasse 16' Quinte 10 2/3' Flûte 8' Violoncelle 8' Tierce 6 2/5' Quinte 5 1/3' Septième 4 4/7' Octave 4' Contre Bombarde 32' Bombarde 16' Basson 16' Trompette 8' Basson 8' Clairon 4' | Bourdon 8' Flûte 4' Tierce 3 1/5' Quinte 2 2/3' Flûte 2' Tierce 1 3/5' Larigot 1 1/3' Piccolo 1' Fourniture 3 rgs Cymbale 4 rgs Sordun 16' Chalumeau 4' Clairon 2' Chamade REC 8' Chamade REC 4' Chamade Regale 8 Chamade GO 8' Chamade GO 4' |